# Decoy
| 전문가 평가                          | 전문가 평가 |
| 평가 점수                            | 평가 점수   |
| 출처                                 | 점수        |
| ------------------------------------ | ----------- |
| Allmusic                             | [ 1 ]       |
| The Rolling Stone Jazz Record Guide  | [ 2 ]       |
| The Penguin Guide to Jazz Recordings | [ 3 ]       |
| Tom Hull                             | B–          |
| The Village Voice                    | B+          |

《Decoy》는 1983년에 녹음된 미국의 재즈 음악가 마일스 데이비스의 1984년 음반이다. 키보디스트 로버트 어빙 3세와 기타리스트 존 스코필드는 새로운 작곡의 대부분을 작사 또는 공동 작곡했다. 〈That's What Happened〉의 메인 테마는 이전 음반 《Star People》에 수록된 라이브 공연인 〈Speak〉에서 스코필드의 즉흥 솔로곡에서 직접 해제되었다. 색소폰 연주자 브랜포드 마살리스와 함께 〈Decoy〉, 〈Code M.D.〉, 〈That's Right〉에서 소프라노를 연주한다.

## 배경
《Decoy》는 데이비스가 오랜 프로듀서인 테오 마세로의 도움 없이 녹음한 첫 번째 음반이다. 마세로는 여전히 데이비스를 런던 필하모닉 오케스트라와 녹음하는 것을 포함한 계획을 가지고 있었지만, 데이비스는 음반을 직접 제작해야 한다고 주장했다. 허비 행콕의 〈Rockit〉은 히트였고, 데이비스는 만약 그가 더 많은 신시사이저와 강화된 베이스 라인과 오버더빙을 추가한다면, 자신의 새 음반으로 방송도 할 수 있을 것이라고 생각했고, 그래서 그는 나중에 "우리는 멜로디에 옷을 입혔다"고 말했다. 길 에번스 역시 그에게 충고했고, 데이비스가 트럼펫 선 뒤에 화음을 넣는 것을 대비로 제안했다. 사운드를 레이어드하는 아이디어는 데이비스가 자신의 솔로 뒤에서 조용한 솔로를 연주하는 〈Code M.D.〉에서 연습되었다.

## 곡 목록
| #  | 제목                     | 작곡                  | 재생 시간 |
| -- | ------------------------ | --------------------- | --------- |
| 1. | 〈Decoy〉                | 로버트 어빙 3세       | 8:33      |
| 2. | 〈Robot 415〉            | 마일스 데이비스, 어빙 | 1:09      |
| 3. | 〈Code M.D.〉            | 어빙                  | 5:58      |
| 4. | 〈Freaky Deaky〉         | 데이비스              | 4:34      |
| 5. | 〈What It Is〉           | 데이비스, 존 스코필드 | 4:31      |
| 6. | 〈That's Right〉         | 데이비스, 스코필드    | 11:12     |
| 7. | 〈That's What Happened〉 | 데이비스, 스코필드    | 3:30      |